# Premià de Dalt
Premià de Dalt (em catalão e oficialmente) ou Premiá de Dalt (em castelhano) é um município da Espanha, na comarca do Maresme, província de Barcelona, comunidade autónoma da Catalunha. Tem 6,5 km² de área e em 2021 tinha 10 419 habitantes (densidade: 1 602,9 hab./km²). Limita com os municípios de Teyá ao oeste, Vilasar de Dalt ao leste e Premià de Mar ao sul.
Até a década de 1980, o nome oficial do município era San Pedro de Premiá, em castelhano.